# انتخابات مجلس نمایندگان ایالات متحده آمریکا ۲۰۲۲
انتخابات مجلس نمایندگان ایالات متحده ۲۰۲۲ (انگلیسی: 2022 United States House of Representatives elections) در ۸ نوامبر ۲۰۲۲ به عنوان بخشی از انتخابات سال ۲۰۲۲ ایالات متحده در دوره ریاست جمهوری جو بایدن، رئیس‌جمهور فعلی، برگزار شد. حزب جمهوری‌خواه اکثریت کرسی‌ها را به دست آورد و حزب اکثریت مجلس نمایندگان در ۱۱۸امین کنگره ایالات متحده خواهد بود.
این انتخابات برای انتخاب نمایندگانی از ۴۳۵ ناحیه کنگره ایالات متحده در هر یک از ۵۰ ایالت ایالات متحده، و همچنین پنج عضو بدون حق رای مجلس نمایندگان ایالات متحده از ناحیه کلمبیا (واشینگتن، دی.سی.) و چهار نفر از پنج منطقه جزیره‌ای مسکونی ایالات متحده برگزار شد. بسیاری از انتخابات فدرال، ایالتی و محلی دیگر از جمله انتخابات سنای ایالات متحده در سال ۲۰۲۲ نیز در همان تاریخ برگزار شد. در زمان انتخابات، حزب دموکرات از ۳ ژانویه ۲۰۱۹ در نتیجه انتخابات ۲۰۱۸ اکثریت مجلس نمایندگان ایالات متحده را در اختیار داشت که در آن ۲۳۵ کرسی را به دست آوردند. اکثریت آنها در انتخابات ۲۰۲۰ به ۲۲۲ کرسی کاهش یافت.